# Société aztèque
La société aztèque précolombienne a été développée, sur le modèle d'autres sociétés mésoaméricaines, par les Aztèques de la vallée de Mexico, lors des siècles précédant la conquête du Mexique par les conquistadors espagnols.
Comme dans toutes les civilisations mésoaméricaines, les clivages sociaux n'étaient pas strictement socio-économiques mais basés principalement sur l'importance de la fonction de chaque groupe pour l'omniprésente religion. De ce fait, une forme d'aristocratie d'origine à la fois militaire et religieuse (les « pipiltin ») s'était progressivement distinguée du reste du peuple, et les artisans et les négociants (« pochteca ») avaient eux aussi un statut privilégié par rapport aux simples plébéiens (« macehualtin »). Les plus défavorisés étaient les esclaves.

## Historiographie
Certains codex aztèques coloniaux, comme le codex Mendoza et le codex de Florence, sont une source d'information essentielle sur la société aztèque. Toutefois, ils ne la présentent que du point de vue des nobles qui ont été interrogés par les Espagnols, les informations sur les autres classes de la société aztèque étant donc très parcellaires. Elles n'ont pu être complétées qu'à partir de la fin du XXe siècle, lorsque les archéologues ont commencé à orienter leurs fouilles vers des sites extérieurs aux centres monumentaux des principales cités.

## Groupes sociaux
À l'origine, la structure tribale des Aztèques, avant que ces chasseurs-cueilleurs chichimèques ne se sédentarisent, était égalitaire, et basée sur l'existence de clans. En revanche, au moment de la conquête espagnole, la société était fortement hiérarchisée.

### Aristocratie
Au sommet de la pyramide sociale, on trouvait les « tecuhtli » (« dignitaires », « seigneurs »), que les chroniqueurs espagnols appelaient généralement « caciques ». En principe élus à des fonctions administratives, militaires ou religieuses, ils étaient généralement désignés à vie par leurs concitoyens, mais toujours avec l'aval du pouvoir central qui devait confirmer ce choix et les nommait parfois même directement. Pour assurer les frais souvent élevés de leur fonction, ils bénéficiaient des revenus des terres qui leur étaient attribuées et recevaient en outre une part des tributs prélevés sur les peuples de l'Empire aztèque. Ils ne payaient pas d'impôts.
Au moment de l'arrivée des Espagnols, ce groupe était en voie de devenir une « noblesse » héréditaire, : leurs enfants faisaient automatiquement partie des « pipiltin » (sing. « pilli »). À ce titre, ils étaient exemptés d'impôt et ils avaient accès aux meilleures écoles, appelées « calmecac ». Comme ces écoles formaient les prêtres (« tlamacazqui »), les pipiltin représentaient donc également l’essentiel de la hiérarchie religieuse, même si la prêtrise était accessible aux membres des classes inférieures. La société aztèque étant essentiellement basée sur la religion, qui nécessitait de nombreux prisonniers à sacrifier, les autres charges les plus prestigieuses étaient militaires, et seuls pouvaient y aspirer ceux qui s'étaient distingués au combat.

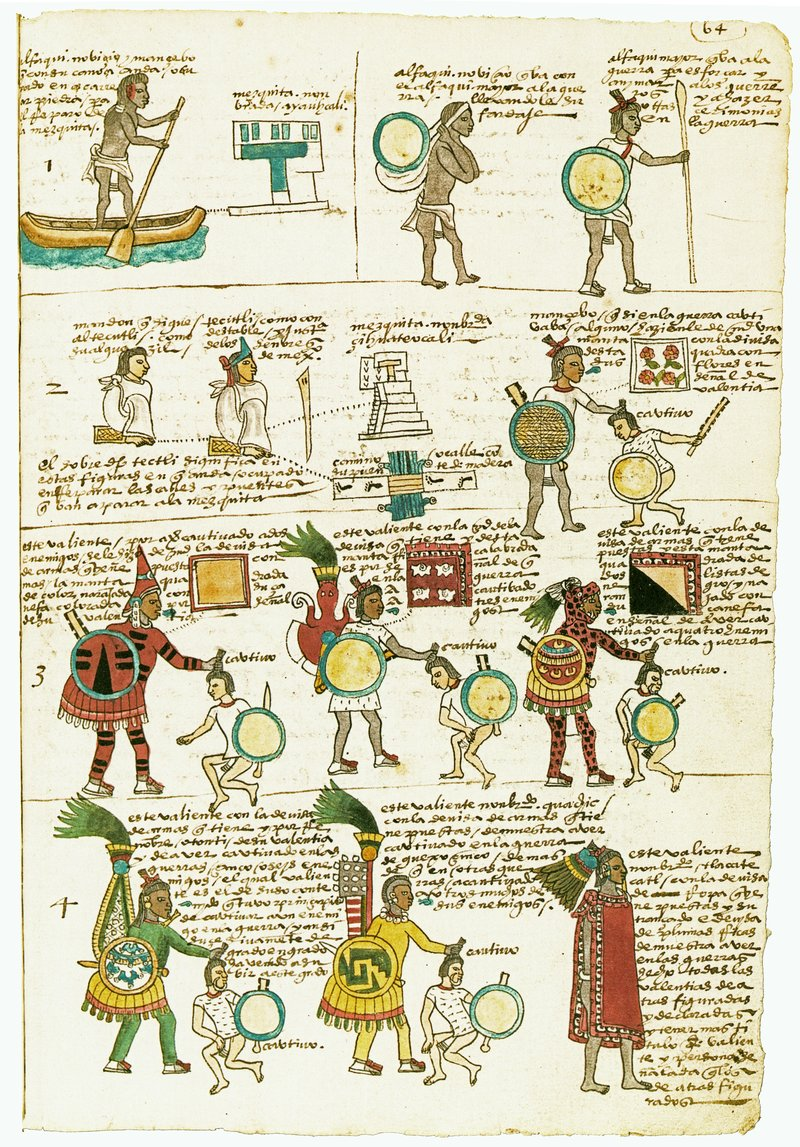
Page 64 du Codex Mendoza. Le troisième registre à partir du haut montre trois guerriers : le premier, qui a fait deux prisonniers, a le droit de porter un manteau de couleur orange ; le deuxième qui en a fait trois, peut porter un manteau orné d'un motif de papillons, le troisième enfin, qui a fait quatre prisonniers, se voit attribuer un manteau divisé par une diagonale

### Prêtres
Les prêtres étaient exemptés d'impôts et menaient une vie célibataire, rythmée par les jeûnes, les rituels et les pénitences.
Ils recevaient leur formation dans le calmecac. Ils avaient un rôle social en s'occupant des hôpitaux et en gardant les livres sacrés. Le clergé recevait de nombreuses offrandes gérée par un trésorier général (tlaquimiloltecuhtli). 
Le clergé était ouvert aux femmes et hiérarchisé : les temples de quartiers étaient confiés à de simples desservants. Les provinces étaient sous la responsabilité de prêtres supérieurs. À Tenochtitlan, le Mexicatl Teohuatsin était une sorte de vicaire général. Enfin, deux grands-prêtres s'occupaient du grand temple de la capitale.

### Marchands
Il existait enfin une catégorie particulière, celle des marchands appelés pochteca, qui fournissaient Tenochtitlan en produits exotiques. Ils formaient des caravanes et partaient pour des expéditions lointaines jusqu'à l'isthme de Tehuantepec. Ils habitaient leurs propres quartiers, se mariaient à l'intérieur du groupe et avaient leurs propres tribunaux. Servant souvent d'espions (naualoztomeca), ils étaient également appelés à combattre dans les lointaines contrées hostiles où ils s'aventuraient. Leur position sociale était ambiguë. Le caractère semi-militaire de leurs activités leur conférait des avantages sociaux par rapport aux macehualtin : ils avaient certes le droit de porter des bijoux en or et des vêtements luxueux lors de leurs fêtes, mais en dehors de ces circonstances exceptionnelles, ils devaient conserver une attitude humble pour ne pas heurter les pilli. Leurs enfants pouvaient fréquenter le calmecac, collège réservé à l’aristocratie. 
Les commerçants jouissaient de grands privilèges politiques et économiques. Mais ils étaient mal jugés s’ils faisaient étalage de richesse et de gloire. On attendait d’eux un comportement « humble » et parfois les biens des commerçants riches étaient confisqués par l’État. Les marchands étaient dispensés du service personnel et de la participation aux travaux publics organisés par l’État. Si l’on compare cette situation avec celle qui régnait chez les Incas, on s’aperçoit que chez ces derniers la production était plus strictement organisée par le pouvoir central et que cette économie centralisée ne laissait guère place au développement d’une classe de marchands.
Le pochtecatlatoque était un dignitaire, généralement le plus âgé des pochteca, chargé d'organiser le commerce et d'administrer les marchés. Quant aux tlatlani, ils étaient spécialisés dans la traite des esclaves et étaient très riches.

### Plébéiens
Les « macehualtin » (sing. « macehualli »), c'est-à-dire les gens du commun, formaient la majorité de la population. Ils étaient astreints au service militaire ainsi qu'aux travaux collectifs et devaient payer un tribut à l'État aztèque. Groupés en « calpulli » (l'unité sociale de base dans toute la Mésoamérique), ils exerçaient différentes fonctions : artisans, artistes, paysans. Les terres appartenaient collectivement aux « calpulli » et chaque famille en recevait une parcelle en usufruit.
Comme ils accomplissaient un service militaire, il existait une certaine mobilité sociale : le guerrier qui se distinguait au combat en faisant au moins quatre prisonniers sur le champ de bataille pouvait s'élever dans la hiérarchie sociale en accédant au statut de « cuauhpilli », qui lui octroyait certains privilèges héréditaires dont jouissaient les « pipiltin ». Il s'était ainsi formé une aristocratie de rang inférieur au sein de la caste des guerriers jaguars et des guerriers aigles.
Les « macehualtin » n'avaient pas le droit de porter les mêmes vêtements que les « pipiltin » (voir image ci-contre) : si tous portaient une cape ou manteau appelé « tilmatli », celui des « macehualtin » était en fibres de maguey, alors que celui des « pipiltin » était en coton ; de plus, le « tilmatli » des « pipiltin » descendait jusqu'aux chevilles, alors que celui des « macehualtin » ne descendait que jusqu'aux genoux.
Les artisans, appelés « Toltèques » étaient organisés en corporations et avaient leurs propres dieux et lieux de culte.
Au-dessous des « macehualtin », existait une catégorie de déclassés appelés « mayeque », qui ne faisaient partie d'aucun calpulli et cultivaient les terres des seigneurs. Un « macehualli » qui ne remplissait pas ses obligations était susceptible de régresser dans cette catégorie. Les paysans sans terre (« tlalmaitl ») n'étaient pas des citoyens aztèques : ils ne payaient pas l'impôt mais devaient le service militaire.

### Esclaves
L'esclavage existait chez les Aztèques : ils appartenaient à un maître et n'avaient pas de droits civiques. Certains esclaves, capturés à la guerre, étaient destinés à être sacrifiés. Les autres, appelés tlacotin, pouvaient le devenir pour des raisons diverses : pour avoir commis un délit, ou encore parce qu'ils s'étaient vendus eux-mêmes ou avaient été vendus par leurs parents, lors d'une famine par exemple. Ils semblent avoir été bien traités, certains possédaient des biens, des terres et même d'autres esclaves. Ils pouvaient se marier et leurs enfants étaient libres. Ils pouvaient acheter leur affranchissement ou être libéré à la mort de leur maître. Les empereurs pouvaient décider d’affranchissements massifs. Au moment de la vente d'esclaves, ceux qui réussissaient à s'enfuir et à franchir la porte du palais devenaient libres.

#### Sources de l'article
- Georges Duby (dir.), L'Histoire du monde. Le Moyen Âge, Paris, Larousse, 1994, 576 p. (ISBN 2-03-209002-3), p. 576.
- Jacques Soustelle, Les Aztèques, Paris, Presses universitaires de France, coll. « Que sais-je? », 2003, 128 p. (ISBN 2-13-053713-8).
- Mireille Simoni, Encyclopædia Universalis, vol. 3, Paris, Encyclopædia Universalis, 2002 (ISBN 2-85229-550-4), « Aztèques ».
- Paul Hosotte, L'Empire aztèque, impérialisme militaire et terrorisme d'État, Paris, Economica, 2001.